# Siela
Siela – zespół muzyczny pochodzący z Litwy, grający rock gotycki. Tworzy po angielsku i litewsku.

## Skład
- Aurelius – wokal, gitara elektryczna
- Deadman – gitara elektryczna
- Krakanosh – instrumenty klawiszowe
- Hokshila – instrumenty perkusyjne
- Shamane – perkusja

## Festiwale, koncerty, przeglądy
- Wave Gotik Treffen (1996, Niemcy)
- II Night of mysterious (1996, Niemcy)
- Bizzare (1997, Niemcy)
- Forte Riga (2000, Łotwa)
- Castle Party (28–29.07.2001, Polska)
- Menuo juodaragis (2001)
- Kunigunda Lunaria (2002)
- Menuo juodaragis (2002, Litwa)
- Kunigunda Lunaria (2003)
- Menuo juodaragis (2003)
- Wave Gotik Treffen (2004, Niemcy)

## Dyskografia
- Wind carying night (1990)
- Curse (1991)
- Meeting own star (1992)
- Black opium land (1993)
- Beyond the field of vision (1994)
- Rafters (1995)
- Exile (1997)
- Tavęs man reikėjo (1997)
- Eldorado (2000)
- The Crow (2003)